# Musikjahr 1412
Liste der Musikjahre

◄◄ | ◄ | 1408 | 1409 | 1410 | 1411 | Musikjahr 1412 | 1413 | 1414 | 1415 | 1416 | ► | ►►

Weitere Ereignisse
Dieser Artikel behandelt das Musikjahr 1412.

## Ereignisse und Personalien

### Herzogtum Burgund
- Thomas Fabri ist vom 23. Juni 1412 bis zum Jahr 1415 Priester und Chormeister an der Sint-Donaaskathedraal in Brügge.[1]
- Nicholas Grenon, seit Juli 1409 „Magister puerorum“ des Herzogs von Berry an der Sainte Chapelle in Bourges, wechselt vor dem 1. August 1412 in derselben Funktion an den burgundischen Hof des Herzogs Johann Ohnefurcht.[2]

### Italienische Staaten

#### Bologna
- Antonio Zacara da Teramo ist Sänger in der Kapelle des Gegenpapstes Johannes XXIII. in Bologna.[3]

#### Florenz
- Giovanni Mazzuoli ist seit 1379 als Nachfolger seines Vaters Niccolò Mazzuoli bis 1412 Organist an der Kirche Orsanmichele in Florenz. Daneben ist er seit 1390 Organist an der Kathedrale von Florenz.[4]

#### Venedig
- Matheus de Brixia wird Kantor an der Kathedrale von Vicenza.[5]
- Johannes Ciconia stirbt zwischen dem 10. Juni und 14. Juli in Padua.[6]
- Der italienische Komponist Christoforus der Monte steht ab 1412 als Mansionarius und Sakristan auf der Gehaltsliste der Kathedrale von Belluno.[7]
- Nicolaus Simonis ist von 1411 bis 1412 Maestro di Canto an der Kathedrale von Treviso.[8]

### Königreich Aragonien
- Der spanische Instrumentalist Rodrigo de la Guitarra ist Mitglied der Entourage Ferdinands I. bei dessen Inbesitznahme des aragonesischen Throns als Nachfolger Martin I.[9]

### Königreich Navarra
- Arnaut Guillem de Hursua wird am 9. August am Königshof von Navarra für seine Dienste als Spieler der Citole bezahlt.[10]

## Kompositionen und Veröffentlichungen
- Der italienische Musiktheoretiker Prosdocimus de Beldemandis verfasst die Abhandlungen Contrapunctus, Tractatus pratice cantus mensurabilis ad modum Ytalicorum und Tractatus plane musice.[11]
- Die vierstimmige Motette Strenua quem duxit/Gaudeat et tanti von Antonius de Civitate Austrie komponiert er zur Hochzeit des Giorgio Ordelaffi, Herr von Forlì, mit Lucrezia degli Alidosi am 3. Juli.[12]

## Instrumentenbau
- Jörg Behaim erbaut zwischen 1391 und 1412 eine Orgel im Stephansdom in Wien.[13]

## Gestorben
- Zwischen 10. Juni und 12. Juli: Johannes Ciconia, niederländischer Komponist (* um 1370 oder 1375)[6]